# Жузель, Жан
Жан Жузель (фр. Jean Jouzel; род. 5 марта 1947, Жанзе) — французский гляциолог и климатолог, специалист по реконструкции климата прошлого на основе анализа ледяных кернов Антарктики и Гренландии. Доктор философии (1974). Эмерит-директор по исследованиям CEA. Член Французских АН (2017) и Агрикультурной академии (2016), иностранный член НАН США (2016). Высокоцитируемый исследователь, отмеченный многими отличиями.

## Биография
Окончил со степенью магистра физической химии École Supérieure de Chimie Physique Électronique de Lyon, где учился с 1965 по 1968 год. В 1968-1974 годах работал над PhD-диссертацией об образовании града, занимался изотопной геохимией. В 1973—1985 годах научно-исследовательский работник CEA, в 1986—1991 годах завлаб CEA Paris-Saclay. В 1989—1995 годах ассоциированный директор по гляциологии лаборатории LGGE CNRS в Гренобле. В 1992—1996 годах ассоциированный директор лаборатории LMCE в Сакле (Париж). В 1997—1998 годах глава лаборатории LMCE CEA в Сакле. В 1998—2000 годах глава группы по климату LSCE 1.
С 1995 по 2001 год возглавлял научный руководящий комитет European Project for Ice Coring in Antarctica, удостоившегося премии Декарта (2008).
С 2001 по 2008 год директор Institut Pierre Simon Laplace. С 2009 по 2013 год возглавлял Высший совет по науке и технологиям (HCST).
В 2009—2015 годах старший ученый CEA.
С 2011 года член CESE. Член Academia Europea (1989), феллоу AGU (2003).
Участвовал в подготовке отчетов МГЭИК (второго и третьего), коя стала лауреатом Нобелевской премии мира 2007 года, когда он был ее вице-главой научной рабочей группы с 2002 по 2015 год.
Почетный председатель IDDRI.
Опубликовал более 400 статей, публиковался в Nature и Science. В 1987 году он и Клод Лориус опубликовали в Nature первую статью, формально устанавливающую связь между концентрацией CO2 в атмосфере и глобальным потеплением. В середине 1970-х годах Жан Жузель приступил к исследованию ледяных кернов в тесном сотрудничестве с Клодом Лориусом и его группой в Гренобле. В частности он принял активное участие в программе ледяного керна «Восток», проводимой в рамках сотрудничества французских, российских и американских ученых. Палеоклиматическая летопись «Востока» станет золотым стандартом для длительных палеоклиматических наблюдений атмосферы.

### Отличия
- Milutin Milankovic Medal[англ.] (1997)[13]
- Золотая медаль Национального центра научных исследований (2002, совместно с Клодом Лориусом)
- Медаль Роджера Ревелла Американского геофизического союза (2003)[14]
- Albert II of Monaco Foundation Prize (2012)
- Премия Ветлесена (2012, совм. с Сьюзен Соломон)
- EMS Silver Medal (2020)[15]
- BBVA Foundation Frontiers of Knowledge Award in Climate Change (2023)

Коммандор Ордена Почетного легиона (2018; офицер, 2012) и Ордена за заслуги (2015). Почётный доктор (1997).